# 胜利纪念碑 (博尔扎诺)

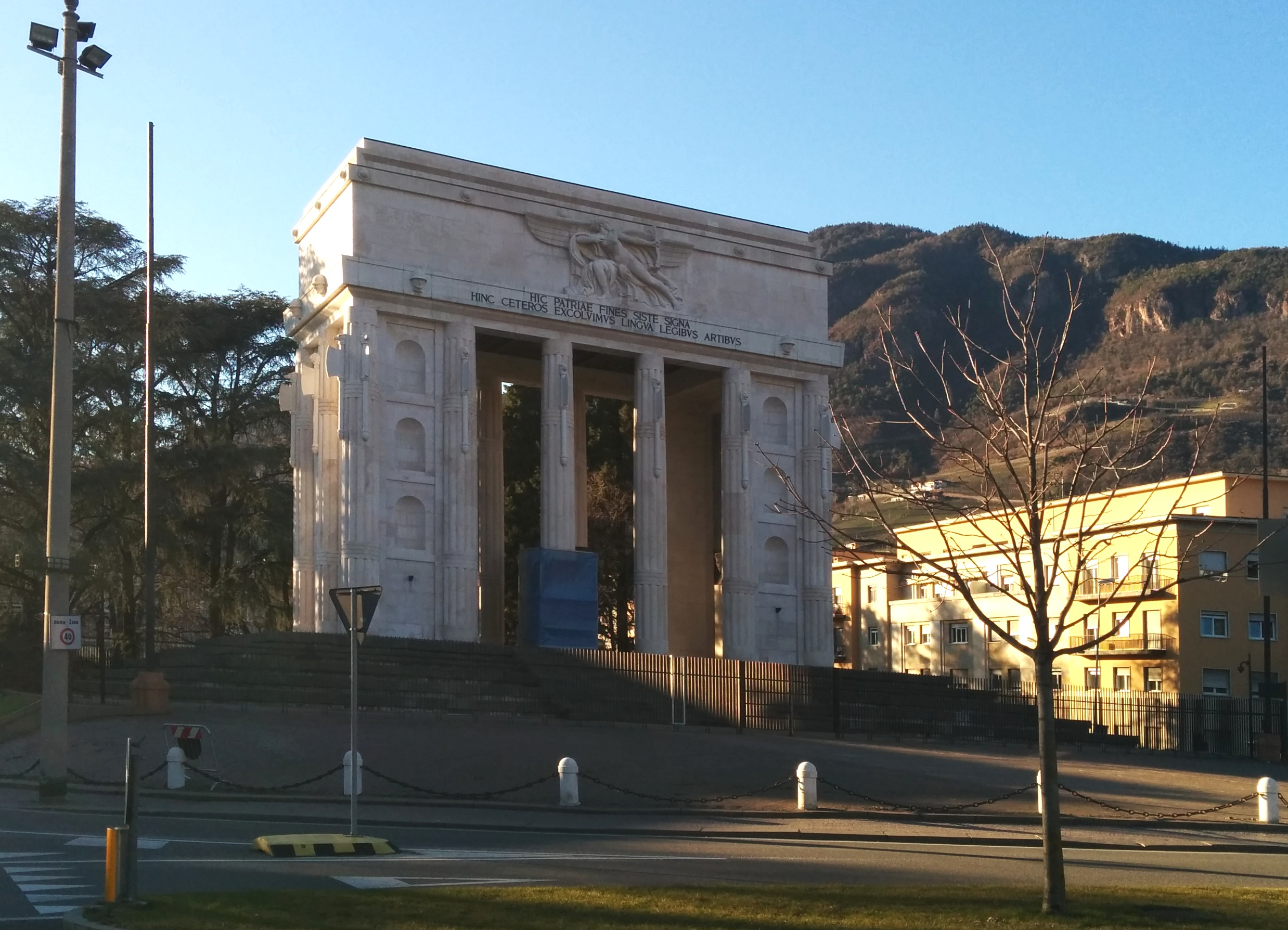
胜利纪念碑

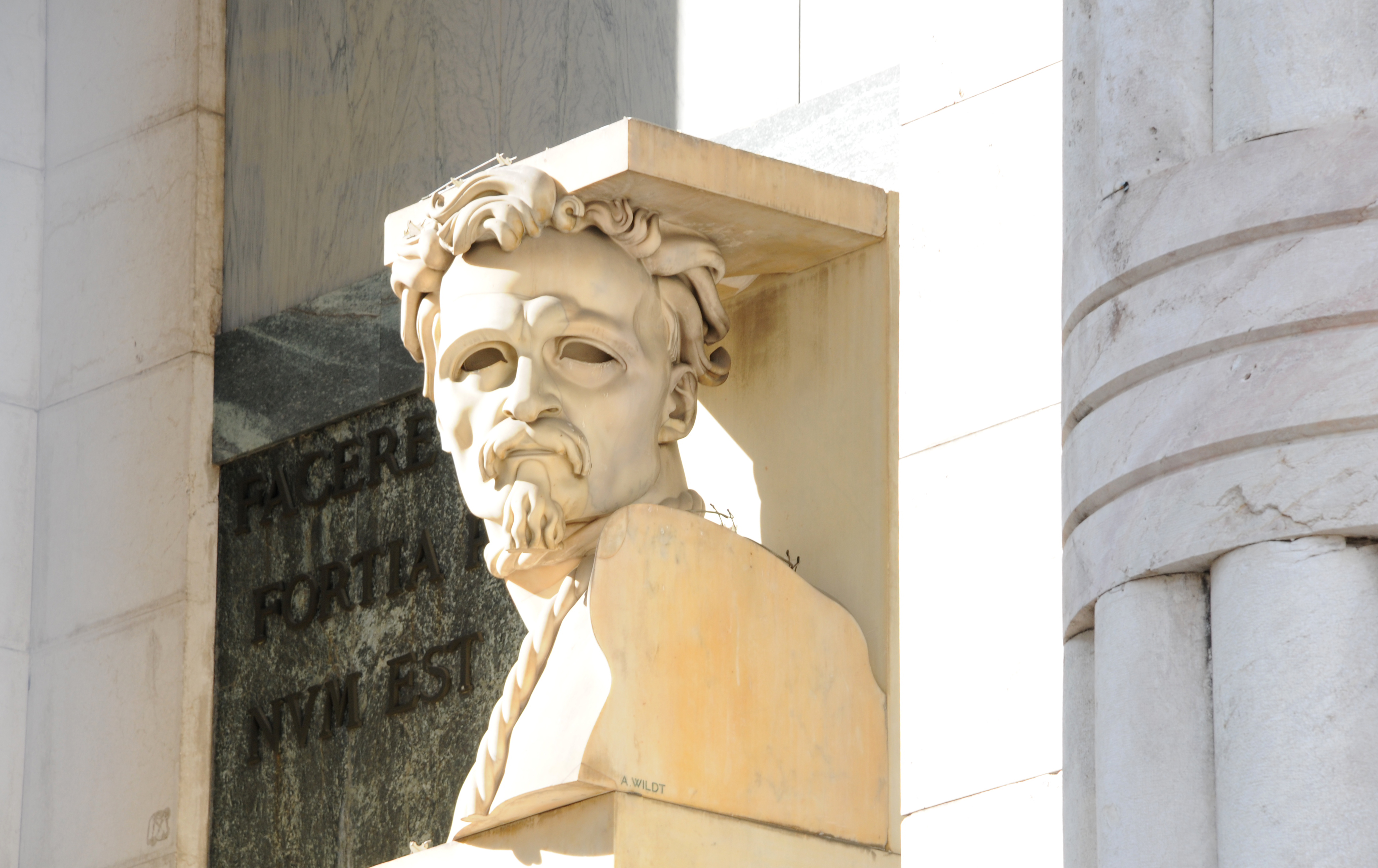
切萨雷巴提斯蒂雕像

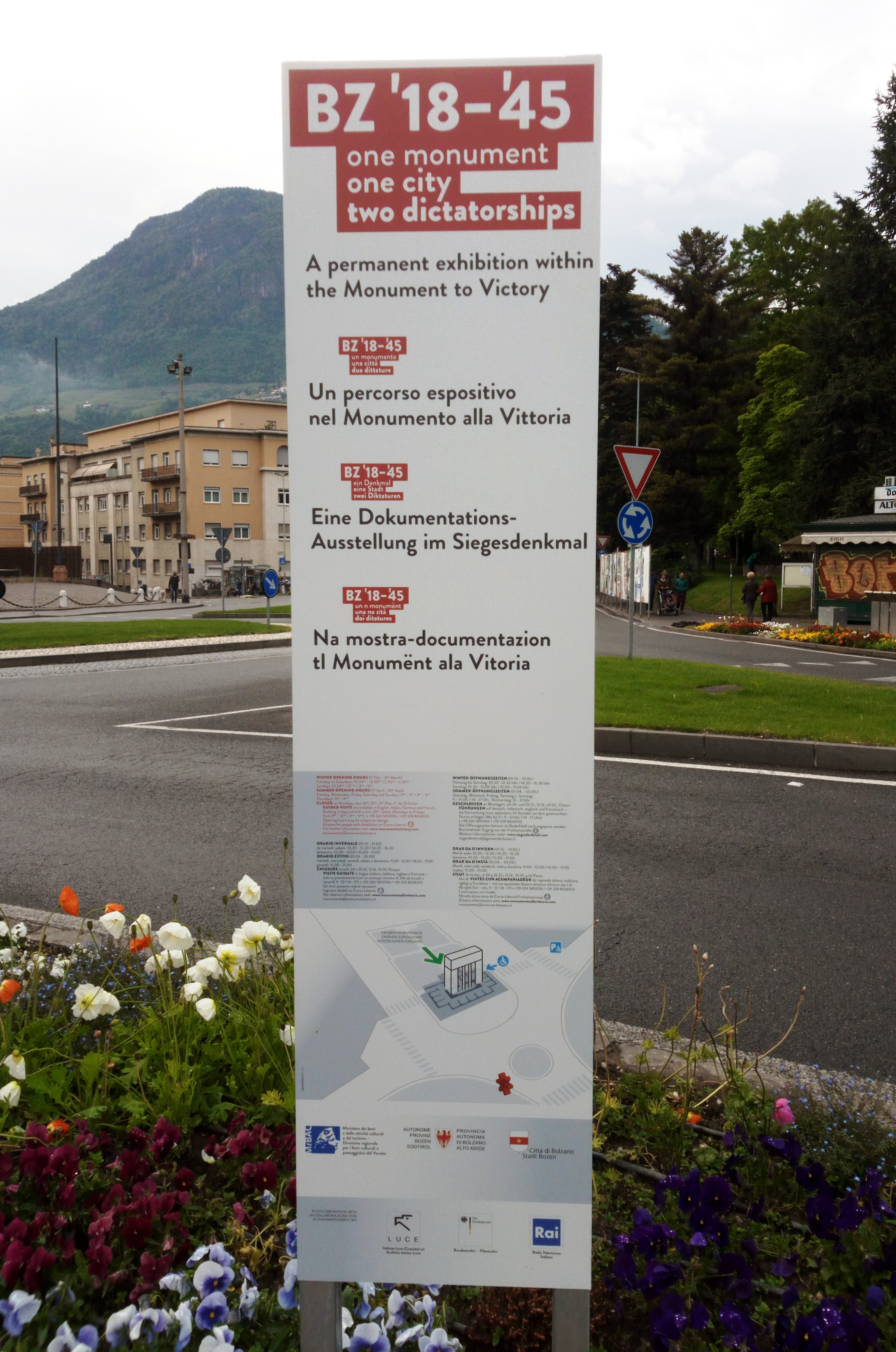

胜利纪念碑是意大利北部南蒂罗尔博尔扎诺的一个历史建筑，由墨索里尼下令修建，法西斯风格。献给“第一次世界大战的烈士”。19米宽的胜利之门由建筑师马塞罗·皮亚琴蒂尼设计，取代在1926-27年拆除的奥地利的Kaiserjäger纪念碑。该市在第一次世界大战后由奥地利归属意大利。                                                                                                                                                                                                                                                                                  
纪念碑在1928年7月12日由国王维克托·伊曼纽尔三世和法西斯政府代表揭幕。
纪念碑自建成起一直被当地德语居民视为挑衅，成为德语居民和意大利语居民之间紧张关系的一个焦点。揭幕当天在因斯布鲁克举行了万人示威。
在1970年代后期，它被围起来，保护它免受南蒂罗尔分裂组织进一步的破坏。
2014年，意大利文化部、南蒂罗尔省政府和博尔扎诺市采取联合决定，纪念碑重新对公众开放，并举办永久性展览（题为 "BZ '18–'45: 一个纪念碑，一个城市，两个独裁者），重点放在纪念碑的历史，法西斯主义和纳粹占领的背景
2016年，展览获得欧洲年度博物馆的大奖，评审团称赞“该项目是一个非常勇敢和专业的行动，促进人文，宽容和民主。”